# Renée Fleming
Renée Lynn Fleming (Indiana, 14 febbraio 1959) è un soprano statunitense.

## Biografia
Nata ad Indiana nella Contea di Indiana, in Pennsylvania, ma cresciuta a Rochester, New York, Renée Fleming è figlia di due maestri di canto. Anche la sorella Rachelle e il fratello Ted sono musicisti.
Ha frequentato la State University of New York at Potsdam nella Contea di St. Lawrence, studiando musica e canto con Patricia Misslin. Si è esibita non solo come musicista classica, nelle produzioni della Messa in Si minore di Bach e di The Tender Land di Copland, ma anche come cantante di jazz. Tanto che, quando il sassofonista Illinois Jacquet ha ascoltato la sua interpretazione di You've Changed, le ha suggerito di iniziare un tour con il suo gruppo.
Invece, Renée Fleming decise di continuare il suo tirocinio musicale alla Eastman School of Music dell'Università di Rochester, dove interpretò per la prima volta sulla scena un ruolo mozartiano, quello di Zerlina nel Don Giovanni. Dopo aver preso il Master, continuò gli studi alla Juilliard School con il soprano Beverley Peck Johnson e, nel frattempo, vinse una borsa di studio del Programma Fulbright che le consentì di trascorrere un anno in Germania, studiando con Arleen Auger ed Elisabeth Schwarzkopf.

### Carriera

#### Il debutto internazionale e gli anni 90
Il 10 aprile 1988 fa la sua prima apparizione al Metropolitan Opera House di New York nel National Council Winners Concert. Nello stesso anno interpreta la Contessa ne Le nozze di Figaro alla Houston Grand Opera e poi al Festival dei Due Mondi. Nello stesso anno ha fatto il suo debutto alla New York City Opera come Mimì ne La bohème e alla Royal Opera House come Dircé nella Medea di Cherubini. Nel 1990 in inglese canta alla Seattle Opera la parte dell'eponima protagonista di Rusalka, un ruolo che ha ripreso in più occasioni a teatro e in studio. Successivamente ha cantato Micaela in Carmen alla New York Opera, nella prima statunitense di Maria Padilla all'Opera Omaha e Lucrezia Borgia nell'opera di Donizetti con l'Opera Orchestra of New York. Nel 1991 ha fatto il suo debutto al Metropolitan e alla San Francisco Opera nella parte della Contessa Almaviva ne Le nozze di Figaro, sostituendo all'ultimo momento Felicity Lott. Nello stesso anno torna al Met nella prima dell'opera di John Corigliano The Ghosts of Versailles, oltre a fare il suo debutto alla Carnegie Hall e al Tanglewood Music Festival in Idomeneo. 
Nel 1992 ha cantato in Così fan tutte al Grand Théâtre de Genève, La dame blanche alla Carnegie Hall e Il sogno di Scipione al Lincoln Center. Nello stesso anno ha cantato il ruolo di Alaide ne La straniera, quello di Armida nell'opera di Rossini al Rossini Opera Festival e ha fatto il suo debutto alla Lyric Opera di Chicago in Susannah; ha fatto anche il suo debutto nel ruolo di Pamina ne Il flauto magico, al Met. Nella stagione 1993/1994 ha cantato per la prima volta Desdemona nell'Otello di Verdi al Met, oltre a cantare nell'opera di Britten Peter Grimes sempre al Met. Fa anche il suo debutto al Glyndebourne Festival ne Le nozze di Figaro. Nel 1993 debutta alla Scala nel Don Giovanni diretto da Riccardo Muti. Nella stagione 1994/1995 canta Salome nell'Hérodiade e canta per la prima volta Marschallin in Der Rosenkavalier all'Houston Grand Opera, oltre a cantare nuovamente Fiordiligi nel Così fan tutte alla Royal Festival Hall.
Nel 1993 canta l'Armida a Pesaro, il Faust a Chicago e Donna Anna nel Don Giovanni alla riapertura del Palais Garnier. Sempre nel 1996 debutta al Festival di Bayreuth e al festival di Edimburgo. Nel 1997 è Manon all'Opéra Bastille, oltre a cantare nuovamente Der Rosenkavalier e Faust al Met. Si esibisce anche in recitals e concerti con la New York Philharmonic e al festival di Salisburgo. Nel 1998 canta Arabella alla Houston Grand Opera e in un acclamato allestimento de Le nozze di Figaro al Met con Cecilia Bartoli, Susanne Mentzer, Dwayne Croft, Danielle de Niese e Bryn Terfel. Sempre nel 1998 è Blanche DuBois nella prima mondiale dell'adattamento operistico di Un tram che si chiama Desiderio ad opera di André Previn; nel luglio dello stesso anno torna a La Scala come protagonista della Lucrezia Borgia di Donizetti, venendo però fischiata dal pubblico. Nel 1999 canta nell'Alcina di Hander a Caen e Louise a San Francisco, oltre a cantare alle celebrazioni natalizie della Casa Bianca per il presidente Bill Clinton. Nello stesso anno il suo album The Beautiful Voice le vale un Grammy Award.

#### Gli anni 2000
Nel 2000 canta nuovamente in Der Rosenkavalier al Met, San Francisco Opera e Royal Opera House, oltre a riprendere il ruolo di Donna Anna nel Don Giovanni al festival di Salisburgo. Nel 2001 inaugura la stagione della Lyric Opera di Chicago con Otello, canta Manon a Parigi, Il cavaliere della Rosa a New York e San Francisco e Arabella al Met. Nel 2002 canta per la colonna sonora de Il Signore degli Anelli - Il ritorno del re e si è esibita nella tournée di recitals più lunga della sua carriera, cantando negli Stati Uniti, Europa, Australia ed Asia; ha inoltre cantato a Parigi in Rusalka e Il pirata. Nel 2003 canta Violetta ne La traviata al Met, interpreta la protagonista in Thaïs a Chicago, Rusalka alla Royal Opera House e ancora Traviata a Houston, oltre a riprendere Un tram che si chiama Desiderio al Barbican Centre di Londra; nello stesso anno vince il suo secondo Grammy per l'album Bel Canto. Nel 2004 è ancora al Met con Rodelinda, Rusalka e La Traviata, oltre a tornare all'Opera Garnier con Capriccio ed esibirsi in concerto con Chicago Symphony Orchestra, Philadelphia Orchestra, Boston Symphony Orchestra, Los Angeles Philharmonic e la Toronto Symphony Orchestra. Ha cantato in concerto con Elton John al Radio City Music Hall.
Nel 2005 è Manon al Met, Desdemona a Covent Garden e Thaïs a Vienna, mentre nel 2006 è nuovamente Violetta, questa volta per la Los Angeles Opera e per il Met in una tournée giapponese. Nel 2007 canta ancora La traviata a Chicaga, oltre ad apparire nell'Eugenio Onegin e Thais al Theatre du Chatelet e alla Royal Opera House. Nella stagione 2008/2009 Fleming è tornata a cantare Desdemona e Thais al Met, Capriccio al Wiener Staatsoper e Lucrezia Borgia alla Washington National Opera, oltre a vincere il suo terzo Grammy per l'album Verismo. Nel 2009 riprende Traviata alla Royal Opera House, Rusalka al Met ed Il cavaliere della Rosa al Festspiel Baden-Baden e al Théâtre des Champs-Élysées. Nella stagione 2009/2010 ha cantato per il Met in un nuovo allestimento di Armida diretto da Mary Zimmerman.

#### Gli anni 2010 e 2020
Nel 2011 riprende Armida al Metropolitan, mentre nel 2012 interpreta la canzone "Still Dream" canzone incisa per il film d'animazione Le 5 leggende e come tributo alla figlia dell'autoreWilliam Joyce (scrittore)  scomparsa all'età di 18 anni; nello stesso anno si esibisce a Buckingham Palace in occasione del Giubileo di diamante di Elisabetta II del Regno Unito. Nel 2013 vince il suo terzo Grammy per l'album Poèmes. Nel 2014 si esibisce in Giappone dopo 8 anni d'assenza, cantando in un concerto al Nuovo teatro nazionale di Tokyo con la direzione musicale di Roberto Abbado. Nel 2017 ha cantato per l'ultima volta il ruolo di Marschallin ne Il cavaliere della rosa al Metropolitan, dopo aver ripreso il ruolo per un'ultima volta alla Royal Opera House l'anno precedente.  Nello stesso anno ha debuttato a Broadway in un revival del musical di Rodgers e Hammerstein Carousel con Jessie Mueller, Lindsay Mendez e Joshua Henry per la regia di Jack O'Brien; la Fleming ha interpretato il ruolo di Nettie, che canta You'll Never Walk Alone, e per la sua interpretazione ha ricevuto una nomiation al Tony Award alla miglior attrice non protagonista in un musical. Nel 2019 recita accanto a Ben Whishaw nella prima della pièce di Anne Carson Norma Jeane Baker of Troy a New York per la regia di Katie Mitchell. Nello stesso anno interpreta Margaret nel musical The Light in the Piazza in scena alla Royal Festival Hall di Londra, Lyric Opera di Chicago e Los Angeles Opera.
Nel dicembre 2022 torna al Metropolitan dopo cinque anni di assenza per cantare nella prima dell'opera The Hours di Kevin Puts accanto a Joyce DiDonato e Kelli O'Hara. Il mese dopo torna a cantare al Teatro alla Scala, dopo circa quindici anni, in un recital con accompagnamento al piano del russo Evgenij Igorevič Kisin. Nel 2023 torna anche a cantare all'Opéra di Parigi, interpretando Pat Nixon nel Nixon in China di John Adams.

### Vita privata
Fleming sposò l'attore Rick Ross nel 1989 e la coppia ha avuto due figlie, Amelia e Sage, prima di divorziare nel 2000. Il 3 settembre 2011 Fleming si è risposata con l'avvocato Tim Jessell, che aveva incontrato ad un appuntamento al buio organizzato da Ann Patchett.

## Repertorio
| Ruolo                   | Titolo                         | Autore      |
| ----------------------- | ------------------------------ | ----------- |
| Pat Nixon               | Nixon in China                 | Adams       |
| Alaide                  | La straniera                   | Bellini     |
| Imogene                 | Il pirata                      | Bellini     |
| Amina                   | La sonnambula                  | Bellini     |
| Frasquita Micaela       | Carmen                         | Bizet       |
| Ellen Orford            | Peter Grimes                   | Britten     |
| Tatyana                 | Eugene Onegin                  | Čajkovskij  |
| Louise                  | Louise                         | Charpentier |
| Dircé                   | Médée                          | Cherubini   |
| Rosina                  | I fantasmi di Versailles       | Corigliano  |
| Lucrezia Borgia         | Lucrezia Borgia                | Donizetti   |
| Rosmonda                | Rosmonda d'Inghilterra         | Donizetti   |
| Maria Padilla           | Maria Padilla                  | Donizetti   |
| Rusalka                 | Rusalka                        | Dvořák      |
| Susannah                | Susannah                       | Floyd       |
| Rodelinda               | Rodelinda                      | Händel      |
| Alcina                  | Alcina                         | Händel      |
| Jenůfa                  | Jenůfa                         | Janáček     |
| Hanna Glawari           | The Merry Widow                | Lehár       |
| Hérodiade               | Hérodiade                      | Massenet    |
| Manon                   | Manon                          | Massenet    |
| Thaïs                   | Thaïs                          | Massenet    |
| La Fortuna              | Il sogno di Scipione           | Mozart      |
| Sandrina                | La finta giardiniera           | Mozart      |
| Ilia                    | Idomeneo, Re di Creta          | Mozart      |
| Konstanze               | Die Entführung aus dem Serail  | Mozart      |
| Contessa d'Almaviva     | Le nozze di Figaro             | Mozart      |
| Donna Anna Donna Elvira | Don Giovanni                   | Mozart      |
| Fiordiligi              | Così fan tutte                 | Mozart      |
| Pamina                  | Die Zauberflöte                | Mozart      |
| Blanche DuBois          | A Streetcar Named Desire       | Previn      |
| Clarissa                | The Hours                      | Puts        |
| Mimì Musetta            | La bohème                      | Puccini     |
| Clarine La Folie Thalie | Platée                         | Rameau      |
| Armida                  | Armida                         | Rossini     |
| Contessa di Folleville  | Il viaggio a Reims             | Rossini     |
| Die Feldmarschallin     | Der Rosenkavalier              | Strauss     |
| Primadonna/Ariadne      | Ariadne auf Naxos              | Strauss     |
| Arabella                | Arabella                       | Strauss     |
| Daphne                  | Daphne                         | Strauss     |
| Die Gräfin              | Capriccio                      | Strauss     |
| Anne Sexton             | Transformations                | Susa        |
| Violetta Valery         | La traviata                    | Verdi       |
| Amelia Grimaldi         | Simon Boccanegra               | Verdi       |
| Desdemona               | Otello                         | Verdi       |
| Eva                     | Die Meistersinger von Nürnberg | Wagner      |

## CD
- Adams: Harmonium - Rachmaninoff: The Bells - Atlanta Symphony Chorus & Orchestra/Renée Fleming/Robert Shaw, 1996 Telarc
- Berg: Lyric Suite - Wellesz: Sonnets by Elizabeth Barrett Browning, Op. 52 - Emerson String Quartet/Renée Fleming, 2015 Decca
- Fleming, Ravel/Messiaen/Dutilleux - Fleming/Gilbert/Ozawa, 2009/2011 Decca (nona posizione nella classifica Classical Albums) - Grammy Award “Best Classical Vocal Solo" 2013
- Dvorak, Rusalka - Ben Heppner/Czech Philharmonic Orchestra/Dolora Zajick/Eva Urbanova/Franz Hawlata/Renée Fleming/Sir Charles Mackerras, 1998 Decca
- Handel Arias - Harry Bicket/Orchestra of the Age of Enlightenment/Renée Fleming, 2004 Decca
- Mahler Berg, Sinf. n. 4/ 7 Frühen Lieder - Abbado/Fleming, 2005 Deutsche Grammophon
- Massenet, Manon - Alain Vernhes/Christophe Fel/David Levi/Delphine Haiden/Franck Ferrari/Isabelle Cals/Jael Azzaretti/Jean-Luc Chaignaud/Jesus Lopez-Cobos/Josep Miquel Ribot/Marcelo Alvarez/Michel Senechal/Nigel Smith/Renée Fleming/Sandrine Seubille/The Orchestra and Chorus of the Opéra National de Paris, 1995 SONY BMG
- Massenet: Thaïs - Choeur de l'Opéra de Bordeaux/Orchestre national Bordeaux Aquitaine/Renée Fleming/Thomas Hampson/Yves Abel, 1995 Decca
- Mendelssohn, Elijah - Bryn Terfel/Edinburgh Festival Chorus/Orchestra of the Age of Enlightenment/Paul Daniel/Renée Fleming, 1997 Decca
- Mozart, Così fan tutte - Solti/Fleming/Otter/Bär, 1994 Decca
- Mozart, Don Giovanni - Solti/Terfel/Fleming/Murray, 1996 Decca
- Mozart Arias - Orchestra Of St Luke's/Renée Fleming/Sir Charles Mackerras, 1996 Decca
- Previn: A Streetcar Named Desire - André Previn/Renée Fleming/San Francisco Opera Orchestra, 1998 Deutsche Grammophon
- Schubert, Lieder - Christoph Eschenbach/Renée Fleming, 1997 Decca
- Strauss R., Cavaliere della rosa - Thielemann/Fleming/Hawlata, 2009 Decca
- Strauss R., Vier letzte Lieder/Arie e Lieder - Fleming/Thielemann/Münchner Philharmoniker 2008 Decca
- Strauss R., 4 Last Songs - Orchesterlieder - Der Rosenkavalier Suite - Christoph Eschenbach/Houston Symphony Orchestra/Fleming, 1996 BMG/RCA
- Strauss, Daphne - Renée Fleming/Semyon Bychkov/Symphony Orchestra of the Westdeutsche Rundfunk, 2005 Decca
- Strauss Heroines - Barbara Bonney/Christoph Eschenbach/Renée Fleming/Wiener Philharmoniker, 1999 Decca
- Verdi, Requiem - Andrea Bocelli/Ildebrando D'Arcangelo/Kirov Opera Chorus/Olga Borodina/Renée Fleming/St. Petersburg Orchestra of the Kirov Opera/Valery Gergiev, 2001 Decca
- Villa-Lobos, Forest of the Amazon - Moscow Physical and Engineering Institute Male Chorus/Renée Fleming/Alfred Heller & Moscow Radio Symphony Orchestra, 2001 Delos
- Night Songs, Renée Fleming & Jean-Yves Thibaudet - 2001 Decca
- Fleming, Arie da opere it. e francesi - Mackerras, 1999 Decca
- Fleming, Guilty pleasures - Lang-Lessing/PhO, 2012 Decca - ottava posizione nella classifica Classical Albums statunitense
- Fleming, The art of Renée Fleming - Gounod, Cilea, Puccini, Dvorak, Catalani, Gershwin, Bernstein, 1996/1997/1998/1999/2000/2003/2005/2006 Decca (quarta posizione nella classifica Classical Albums)
- Fleming, Verismo (Arie di Puccini, Mascagni, Catalani, Leoncavallo) - Armiliato/Orch. Verdi, 2009 Decca - Grammy Award for Best Classical Vocal Performance 2010
- Fleming, Bel canto - Orchestra of St Luke's, Patrick Summers, 2002 Decca - Grammy Award for Best Classical Vocal Solo 2003 - quarta posizione nella classifica Classical Albums
- Fleming, The beautiful voice (Gounod, Orff, Puccini, Strauss, Rachmaninov) - English Chamber Orchestra/Jeffrey Tate, 1998 Decca - Grammy Award for Best Classical Vocal Solo 1999 - sesta posizione nella classifica Classical Albums
- Fleming, Dark Hope - 2010 Decca - prima posizione nella classifica Classical Albums e dodicesima in Grecia
- Fleming, Sacred Songs - 2005 Decca - sesta posizione nella classifica Classical Albums
- Fleming, By Request - 2003 Decca - quarta posizione nella classifica Classical Albums
- Fleming, "Homage" - The Age of the Diva - Mariinsky Theatre Orchestra/Renée Fleming/Valery Gergiev, 2006 Decca
- Fleming, Haunted Heart - Renée Fleming, 2005 Universal
- Fleming - Renée Fleming/London Philharmonic Orchestra/Charles Mackerras, 2000 Decca
- Fleming, I Want Magic! - James Levine/Metropolitan Opera Orchestra/Renée Fleming, 1998 Decca
- Great Opera Scenes - London Symphony Orchestra/Renée Fleming/Sir Georg Solti, 1997 Decca
- Prelude To A Kiss - Domingo and Fleming - Chicago Symphony Orchestra/Daniel Barenboim/Plácido Domingo/Renée Fleming, 1999 Decca
- Renèe e Bryn, Under the stars - Fleming/Terfel, 2003 Decca - ottava posizione nella classifica Classical Albums
- Fleming, Poèmes - Ravel, Messiaen, Dutilleux - Renée Fleming/Orchestre national de France/Alan Gilbert/Orchestre philharmonique de Radio France/Seiji Ozawa, 2012 Decca
- Fleming, Christmas in New York - Wainwright/Marsalis/Botti/Porter/O'Hara/Elling/Mehldau, 2014 Decca
- Tonight - Welthits von Berlin bis Broadway (Live) - Renée Fleming/Klaus Florian Vogt/Staatskapelle Dresden/Christian Thielemann, 2014 Deutsche Grammophon

## DVD & BLU-RAY
- Ciaikovsky, Eugene Onegin - Gergiev/Fleming/Hvorostovsky, regia Robert Carsen 2007 Decca
- Dvorak, Rusalka - Nézet-Séguin/Fleming/Beczala, 2015 Decca
- Dvorak: Rusalka (Paris National Opera, 2002) - Renée Fleming/James Conlon, Arthaus Musik/Naxos
- Haendel, Rodelinda - Fleming/Scholl/Bicket/MET, regia Stephen Wadsworth 2011 Decca
- Lehar: The Merry Widow (Vedova Allegra) - Andrew Davis/Renée Fleming/Nathan Gunn/Kelli O'Hara/Alek Shrader/Thomas Allen/Carson Elrod/Metropolitan Opera, regia di Susan Stroman, 2015 Decca DVD e Blu-ray Disc
- Massenet, Thaïs - Lopez-Cobos/Fleming/Hampson, 1997 Decca
- Massenet: Manon (Paris National Opera, 2001) - Renée Fleming/Marcelo Álvarez, Arthaus Musik/Naxos
- Mozart, Don Giovanni - Levine/Fleming/Terfel, regia Franco Zeffirelli 2000 Deutsche Grammophon
- Rossini, Armida - Frizza/Fleming/Brownlee, 2010 Decca
- Strauss R, Capriccio - Davis/Fleming/Connolly, regia Peter Rosen 2011 Decca
- Strauss R: Capriccio (Paris National Opera, 2004) - Renée Fleming/Anne Sofie von Otter, Arthaus Musik/Naxos
- Strauss R, Arabella - Welser-Most/Fleming/Larsen, regia Götz Friedrich 2007 Decca
- Strauss R: Arabella (Salzburg Easter Festival, 2014) - Renée Fleming/Thomas Hampson (cantante)/Christian Thielemann, C Major/Naxos
- Strauss R, Arianna a Nasso - Thielemann/Fleming/Koch, regia Philippe Arlaud, 2012 Decca
- Strauss R, Cavaliere della rosa - Thielemann/Fleming/Hawlata, regia Herbert Wernicke 2009 Decca
- Verdi, Otello - Levine/Domingo/Fleming/Morris, 1996 Deutsche Grammophon
- Verdi, Otello - Bychkov/MET/Fleming/Botha, 2012 Decca
- Verdi, Traviata - Conlon/Fleming/Villazón, 2006 Decca
- Verdi: La traviata (Royal Opera House, 2009) - Renée Fleming/Joseph Calleja/Thomas Hampson/Antonio Pappano, regia Richard Eyre, Opus Arte/Naxos

## Filmografia

### Doppiatrice
- Sotto sequestro (Bel Canto), regia di Paul Weitz (2018)